# Once Upon a Mind
Once Upon a Mind è il sesto album in studio del cantautore britannico James Blunt, pubblicato il 25 ottobre 2019 dalle etichette Atlantic e Warner.

## Descrizione
Sesto LP di Blunt, Once Upon a Mind è un disco che, come ricorda lo stesso autore, si avvicina molto al suo primo album in studio. Al suo interno Blunt ha incluso brani che riprendono il sound già sperimentato nei dischi precedenti (produzioni pop che tendono alla dance e all’elettronica), intervallati da ballad.
Il disco narra di situazioni personali e riflette sulla carriera dell'artista, affrontando vicissitudini legate alla sua famiglia. Tutte le canzoni sono infatti destinate agli affetti più cari: alla moglie, ad esempio, sono dedicati i brani Cold e The Truth; al padre è dedicata Monsters ma anche la traccia Stop the Clock; ai figli è dedicata invece The Greatest, anche se successivamente avrà un'ulteriore chiave di lettura, quando Blunt la indirizzerà ai soccorritori impegnati nella lotta contro il COVID-19, facendone un singolo nell'aprile del 2020.
Il 26 giugno 2020 è stata resa disponibile una versione deluxe dell'album – dal titolo Time Suspended Edition – che include due nuove canzoni demo e sei tracce acustiche.

## Promozione
Per la promozione dell'album sono stati estratti numerosi singoli: Cold, Champions, I Told You, Monsters, The Truth, Halfway (in collaborazione col duo britannico Ward Thomas) e The Greatest. Anche il brano Should I Give It All Up, contenuto nella ristampa, è stato usato per promuovere il disco; tuttavia, non ne costituisce un singolo. Il brano 5 Miles, invece, è stato pubblicato singolarmente in versione remix a cura del disc jockey Lumix nel maggio 2020.
Il cantautore si è inoltre esibito nel Once Upon a Mind Tour, originariamente previsto per il 2020 e poi posticipato al 2021 e 2022 a causa della pandemia di COVID-19.

## Tracce
1. The Truth – 3:42 (James Blunt, Cleo Tighe, Steve Robson)
2. Cold – 3:28 (James Blunt, Cleo Tighe, Steve Robson)
3. Champions – 3:14 (James Blunt, Dan Priddy, Danny Parker, Mozella, Mark Crew)
4. Monsters – 4:19 (James Blunt, Amy Wadge, Jimmy Hogarth)
5. Youngster – 3:19 (James Blunt, Ben Kohn, Danny Parker, Pete Kelleher, Sam Klempner, Tom Barnes, Charlie Siobhan Dimond, Martin Luke Brown)
6. 5 Miles – 3:19 (James Blunt, Ben Kohn, Pete Kelleher, Phil Plested, Tom Barnes, Matt Prime)
7. How It Feels to Be Alive – 3:25 (James Blunt, Wayne Hector, Cleo Tighe, Steve Robson)
8. I Told You – 2:31 (James Blunt, Andrew Jackson, Mark Crew)
9. Halfway – 3:11 (James Blunt, Ben Kohn, Cleo Tighe, Pete Kelleher, Tom Barnes)
10. Stop the Clock – 3:14 (James Blunt, Josh Miller, Cleo Tighe, Steve Robson, Wayne Hector)
11. The Greatest – 3:10 (James Blunt, Nate Cyphert, Steve Robson)

Time Suspended Edition
1. Should I Give It All Up (demo) – 3:27 (James Blunt, Danny Parker)
2. Happier (demo) – 3:03 (James Blunt, Nate Cyphert, Steve Robson)
3. The Truth (acoustic) – 3:50 (James Blunt, Cleo Tighe, Steve Robson)
4. Cold (acoustic) – 3:40 (James Blunt, Cleo Tighe, Steve Robson)
5. Champions (acoustic) – 3:21 (James Blunt, Maureen McDonald, Daniel Parker, Mark Crew, Daniel Priddy)
6. Monsters (acoustic) – 4:22 (James Blunt, Amy Wadge, Jimmy Hogarth)
7. 5 Miles (acoustic) – 3:17 (James Blunt, Philip Plested, Tom Barnes, Pete Kelleher, Ben Kohn, Matthew Prime)
8. Halfway (acoustic) – 3:17 (James Blunt, Cleo Tighe, Tom Barnes, Pete Kelleher, Ben Kohn)

## Classifiche

### Classifiche settimanali
| Classifica (2019-20) | Posizione massima |
| -------------------- | ----------------- |
| Australia            | 5                 |
| Austria              | 6                 |
| Belgio (Fiandre)     | 61                |
| Belgio (Vallonia)    | 15                |
| Canada               | 40                |
| Francia              | 26                |
| Germania             | 8                 |
| Irlanda              | 38                |
| Italia               | 31                |
| Nuova Zelanda        | 16                |
| Paesi Bassi          | 29                |
| Portogallo           | 47                |
| Regno Unito          | 3                 |
| Repubblica Ceca      | 44                |
| Spagna               | 34                |
| Svizzera             | 4                 |
| Ungheria             | 4                 |

### Classifiche di fine anno
| Classifica (2019) | Posizione |
| ----------------- | --------- |
| Francia           | 194       |
| Svizzera          | 74        |